# Acústico MTV: Charlie Brown Jr.
Acústico MTV: Charlie Brown Jr. é o primeiro álbum ao vivo e o segundo DVD da banda brasileira Charlie Brown Jr., lançado em 2003, sendo o 18º lançamento da série Acústico MTV, da MTV Brasil.
Vendeu mais de 250 mil cópias, sendo certificado com Disco de Platina pela ABPD. Foi o 3º DVD mais vendido em 2003, e o 9º CD mais vendido do mesmo ano. Em 2020, a revista Rolling Stone Brasil o elegeu como um dos 11 melhores Acústicos MTV brasileiros de todos os tempos.
Foi gravado nos dias 5 e 6 de agosto de 2003 no Teatro Mars, São Paulo, e teve como cenário algo semelhante a uma igreja medieval, com a banda tocando em uma espécie de altar, cercado por membros do fã-clube oficial e por vitrais desenhados em forma de cartoon com desenhos de mulheres, praia e skate.
O álbum conta com as participações de Marcelo D2, Marcelo Nova, Negra Li e RZO. Além deles, Tadeu Patolla acompanhou a banda durante todo o show, tocando violão. O álbum traz três releituras de outros compositores, "Samba Makossa", de Chico Science, "Hoje", da banda Camisa de Vênus, e "Oba, Lá Vem Ela", de Jorge Ben Jor, além de duas canções inéditas: "Vícios e Virtudes" e "Não Uso Sapato".
A versão em DVD, além do show, traz o making of da gravação, entrevistas com Chorão, um duelo de beatbox entre Chorão e Champignon e comentários faixa-a-faixa.

## Formação
- Chorão: vocal
- Champignon: baixolão e vocal de apoio
- Marcão Britto: violão
- Renato Pelado: bateria

### Músicos convidados
- Tadeu Patolla: violão
- Daniel Ganjaman: teclados em "Samba Makossa"
- Uruca de Santos: harmônica em "Samba Makossa"

### Participações especiais
- Marcelo D2 em "Samba Makossa"
- Marcelo Nova em "Hoje"
- Negra Li em "Não é Sério"
- RZO em "A Banca (Ratatá é Bicho Solto)"

## Faixas
| Críticas profissionais | Críticas profissionais |
| Avaliações da crítica  | Avaliações da crítica  |
| Fonte                  | Avaliação              |
| ---------------------- | ---------------------- |
| Revista Isto É Gente   | [ 8 ]                  |
| Galeria Musical        | [ 9 ]                  |

### CD
| N.º            | Título                                                                     | Compositor(es)                                                                                    | Duração |  |
| 1.             | "Quebra-Mar"                                                               | Chorão, Marcão                                                                                    | 1:56    |  |
| 2.             | "O Que é da Casa é da Casa / Papo Reto (Prazer é Sexo, o Resto é Negócio)" | Chorão, Champignon, Thiago, Marcão, Pelado / Chorão, Champignon, Marcão, Pelado                   | 4:34    |  |
| 3.             | "Zóio de Lula"                                                             | Chorão, Champignon, Thiago, Marcão e Pelado                                                       | 3:47    |  |
| 4.             | "Vícios e Virtudes"                                                        | Chorão, Champignon, Marcão e Pelado                                                               | 3:12    |  |
| 5.             | "Hoje" (Camisa de Vênus cover; ft. Marcelo Nova)                           | Marcelo Nova, Karl Hummel                                                                         | 4:25    |  |
| 6.             | "O Preço"                                                                  | Chorão, Champignon, Thiago, Marcão, Pelado                                                        | 3:16    |  |
| 7.             | "Tudo pro Alto"                                                            | Chorão, Pelado                                                                                    | 3:06    |  |
| 8.             | "Não Uso Sapato"                                                           | Chorão, Champignon, Marcão, Pelado                                                                | 2:55    |  |
| 9.             | "O Côro Vai Comê"                                                          | Chorão, Champignon, Thiago, Marcão, Pelado                                                        | 2:10    |  |
| 10.            | "Tudo Que Ela Gosta de Escutar"                                            | Chorão, Champignon, Thiago, Marcão, Pelado                                                        | 3:13    |  |
| 11.            | "Não é Sério" (ft. Negra Li)                                               | Chorão, Champignon, Pelado, Negra Li                                                              | 5:18    |  |
| 12.            | "Como Tudo Deve Ser"                                                       | Chorão, Champignon                                                                                | 4:44    |  |
| 13.            | "A Banca (Ratatá é Bicho Solto)" (ft. RZO)                                 | Chorão, Champignon, Thiago, Marcão, Pelado, DJ Cia, Helião, Negra Li, Negrútil, Sabotage, Sandrão | 4:02    |  |
| 14.            | "Samba Makossa" (Chico Science cover; ft. Marcelo D2)                      | Chico Science                                                                                     | 4:08    |  |
| 15.            | "Quinta-Feira"                                                             | Chorão, Champignon, Thiago, Marcão, Pelado                                                        | 5:19    |  |
| 16.            | "Só por uma Noite"                                                         | Chorão, Champignon, Marcão, Pelado                                                                | 3:12    |  |
| 17.            | "Oba, Lá Vem Ela" (Jorge Ben Jor cover)                                    | Jorge Ben Jor                                                                                     | 2:49    |  |
| 18.            | "Tudo Mudar"                                                               | Chorão, Thiago                                                                                    | 2:22    |  |
| 19.            | "Proibida pra Mim (Grazon)"                                                | Chorão, Champignon, Thiago, Marcão, Pelado                                                        | 2:34    |  |
| 20.            | "Charlie Brown Jr."                                                        | Chorão, Champignon, Thiago, Marcão, Pelado                                                        | 3:50    |  |
| Duração total: | Duração total:                                                             | Duração total:                                                                                    | 1:10:21 |  |

### DVD
1. O Que é da Casa é da Casa
2. Papo Reto (Prazer é Sexo, o Resto é Negócio)
3. Vícios e Virtudes
4. Quebra-Mar
5. Tudo Mudar
6. Tudo pro Alto
7. Hoje (Camisa de Vênus cover) (ft. Marcelo Nova)
8. Zóio de Lula
9. Só por uma Noite
10. O Preço
11. Não Uso Sapato
12. A Banca (Ratatá é Bicho Solto) (ft. RZO)
13. Como Tudo Deve Ser
14. Tudo Que Ela Gosta de Escutar
15. Não é Sério (ft. Negra Li)
16. Proibida pra Mim (Grazon)
17. Samba Makossa (Chico Science cover) (ft. Marcelo D2)
18. O Côro Vai Comê
19. Quinta-Feira
20. Charlie Brown Jr.
21. Oba Lá Vem Ela (Jorge Ben Jor cover) (faixa bônus)

## Prêmios e indicações
| Ano  | Prêmio                 | Categoria     | Indicação                       | Resultado | Ref.   |
| ---- | ---------------------- | ------------- | ------------------------------- | --------- | ------ |
| 2004 | Troféu Radio Rock 2003 | Álbum do Ano  | Acústico MTV: Charlie Brown Jr. | Venceu    | [ 10 ] |
| 2004 | Troféu Radio Rock 2003 | Música do Ano | Vícios e Virtudes               | Venceu    | [ 10 ] |